# Roch Stéphanik
Roch Stéphanik est un réalisateur et scénariste français.

## Biographie
Roch Stephanik passe une partie de son enfance au sein de la colonie russe de Bruxelles, élevé par sa grand-mère immigrée russe apatride qui travaille à domicile en tant que brodeuse et son grand-père bulgaro-ukrainien, traducteur de sous-titres de films puis brocanteur. Il poursuit ses études secondaires à Paris, mais les interrompt prématurément à 16 ans pour gagner sa vie en faisant des petits boulots jusqu'à sa majorité. Passionné de cinéma, il fait son apprentissage cinématographique en autodidacte en voyant énormément de films et travaille jusqu'à 22 ans comme assistant réalisateur sur quelques longs-métrages, puis comme réalisateur 2e équipe, ce qui lui permet de faire ses premières armes à la caméra. 
Très vite, il se consacre à ses propres projets et signe la réalisation d’un documentaire, « New-York Marathon », diffusé à la télévision, suivi d'un premier court-métrage de fiction, « Un tour au bois », avec pour acteur principal Florent Pagny, qui est sélectionné dans plusieurs festivals et se voit attribuer le Label de qualité du C.N.C. 
Son deuxième court-métrage, Bisbille (« Marbles »), qu’il réalise grâce à une subvention du C.N.C., avec pour interprètes Valeria Bruni Tedeschi et Roch Leibovici, connaît un grand succès en étant sélectionné dans une vingtaine de festivals internationaux où il remporte de nombreux prix, dont le Grand Prix du Court-métrage au Festival de Cannes (Perspectives du Cinéma Français). Le film, qui raconte le coup de foudre d’un garçon collectionneur de billes bleues jusqu’à l’obsession, pour une fille aux yeux bleus qu’il va vouloir 'collectionner' tout comme ses billes, est notamment remarqué pour une séquence où plus d’un million de billes bleues dévalent sans trucage l’escalier d’un immeuble en poursuivant l'héroïne. Bisbille est largement diffusé en France (90 salles en première partie de programme, ainsi qu'à la télévision), vendu dans une dizaine de pays (dont le Japon, l'Allemagne, les États-Unis, le Canada, l'Australie) et est également projeté en raison de sa forme esthétique dans des manifestations d'art contemporain.
Roch Stephanik reçoit le Prix du Meilleur Jeune Créateur dans la catégorie Cinéma à la Nuit des Jeunes créateurs (Fondation Pierre Cardin) et la Médaille de la Ville de Paris, avant d'être choisi par la First Film Foundation à Londres et la Fondation Tribeka (Martin Scorsese & Robert de Niro) à New-York, pour participer avec six autres réalisateurs représentant chacun un pays d’Europe, à l'opération New Directions organisée aux U.S.A., visant à promouvoir le jeune cinéma européen issu du court-métrage auprès des professionnels du cinéma outre-Atlantique.
Peu après, il écrit un scénario de long-métrage Les Orphelins, traitant des antagonismes culturels Est-Ouest et de la quête d’identité, un de ses thèmes de prédilection. Développé avec le soutien de la First Film Foundation, de l’European Script Fund (Programme Media) et du C.N.C, ce thriller amoureux est finaliste du Grand Prix du Meilleur Scénariste et Lauréat de la Fondation Gan pour le Cinéma.  
Après diverses co-écritures de scénarios, Roch Stephanik écrit et réalise son premier long-métrage Stand-by, avec pour interprètes Dominique Blanc, Roschdy Zem, Patrick Catalifo, et produit par Maurice Bernart en coproduction avec Ista Films, Studio Canal et Arte Cinéma. Ce film conceptuel, gigantesque huis clos dans un aéroport, met en scène la métamorphose d’une femme effacée vouée à son mari, qui, après s’être fait brutalement quittée alors qu’ils allaient prendre l’avion pour s’installer à l’étranger, se transforme en prostituée de haut vol au sein même de l'aéroport qui l'a vu sombrer, reprenant peu à peu confiance en elle et en sa féminité. A la fois 'chronique d'une résilience' et 'pamphlet contre le machisme', très bien accueilli par une grande partie de la critique (Le Monde, Positif, Le Figaro, Ciné Live), sélectionné dans une quinzaine de festivals internationaux, Stand-by est primé à multiples reprises et reste à l’affiche pendant 3 mois à Paris mais engendre peu d’entrées étant donné son faible nombre d'écrans. Nommé par l'Académie des Césars lors de la 26e Nuit des César du cinéma  dans deux catégories, Meilleure Actrice et Meilleure Première Œuvre de fiction, le film est récompensé par le César de la Meilleure Actrice pour Dominique Blanc, et ressort en salles à cette occasion. Roch Stephanik reçoit par ailleurs le Prix Cyril Collard-ARTE du Meilleur Premier Film Francophone, ainsi que le Prix Nouveau Talent Cinéma de la Société des Auteurs et Compositeurs Dramatiques. Stand-by, qui réalise d'excellentes audiences sur Canal+ (1,4 M) et sur ARTE en première partie de soirée, se retrouve ensuite au programme d'étude de plusieurs écoles de cinéma dont La Femis et l'Université de Buenos Aires, notamment concernant le travail de sa bande sonore atypique dont la création avait été assurée conjointement par Valérie Deloof et Roch Stephanik. Parallèlement au cinéma, Roch Stephanik réalise des films publicitaires (Fiat, Épéda…) et des clips musicaux (pour Warner, East West, EMI…) en France et à l'étranger, notamment en Angleterre et aux États-Unis. Certaines de ses réalisations sont également primées, dont un film qu’il signe en France pour l’Association France-Alzheimer qui est récompensé par un Epica de Bronze et fait l’objet d’une projection officielle à l’Assemblée Nationale devant les membres du gouvernement. Après avoir consacré un certain temps au développement de deux longs-métrages aux États-Unis qui ne voient pas le jour, Roch Stephanik revient à des projets plus personnels en Europe ayant pour thématique "la résilience et la métamorphose identitaire" qu'il continue ainsi à explorer, affectionnant les parcours spectaculaires de gens "normaux" qui se métamorphosent par un changement de vie radical, dont le détonateur est un violent choc émotionnel.    
Roch Stephanik est membre de la S.A.C.D. (Société des Auteurs et Compositeurs Dramatiques), de l'ARP (Société civile des Auteurs Réalisateurs Producteurs), d'Unifrance Films, et de l'Académie des Arts et Techniques du Cinéma.     

## Filmographie
- Bisbille
- Stand-by

## Distinctions

### Récompenses
- Grand Prix du C.M. au Festival de Cannes (Perspectives du Cinéma Français), pour Bisbille
- Grand Prix (Héron d'Or) du Festival International de Montecatini en Italie, pour Bisbille
- Prix du Festival de Grenoble, pour Bisbille
- Prix du Festival International de Tampere en Finlande, pour Bisbille
- Prix Georges de Beauregard, pour Bisbille
- Prix du Meilleur Jeune Créateur, catégorie 'Cinéma', à La Nuit des Jeunes Créateurs (Fondation Pierre Cardin - La Générale d’Image)
- Finaliste du Grand Prix du Meilleur Scénariste, pour Les Orphelins.
- Lauréat de la Fondation Gan pour le Cinéma, pour Les Orphelins.
- Prix du Meilleur Premier Long Métrage - Mention Spéciale du Jury (Présidé par Abbas Kiarostami) au Festival des Films du Monde de Montréal, pour Stand-by
- Grand Prix du Meilleur Film (Cerf d'Or) du 30e Festival International du Film de Kiev - Molodist, pour Stand-by
- Prix International de la F.I.C.C. (Fédération Internationale des Ciné-Clubs), pour Stand-by
- Prix de la Meilleure Bande Sonore et Mention Spéciale pour la Meilleure Contribution Artistique, au Festival International du Film de Buenos Aires, pour Stand-by
- Grand Prix du Festival Euro-Americain New-York-Avignon, pour Stand-by
- Prix de la Mise en Scène (remis par Michelangelo Antonioni et Roland Joffé) au 24e Festival International du Film du Caire', pour Stand-by
- Prix d’Interprétation Féminine (attribué à Dominique Blanc) au 24e Festival International du Film du Caire, pour Stand-by
- Nomination Meilleure première œuvre de fiction à la 26e Nuit des César, pour Stand-by
- César de la Meilleure Actrice pour Dominique Blanc,  à la 26e Nuit des Cesar, pour Stand-by
- Prix Cyril Collard - ARTE du Meilleur Premier Film Francophone de l’Année, pour Stand-by
- Prix Nouveau Talent Cinéma de la Société des Auteurs Compositeurs Dramatiques

### Décoration
- Médaille de la Ville de Paris